# Secuencia PEST
Una secuencia PEST es una secuencia peptídica rica en residuos de prolina (P), ácido glutámico (E), serina (S), y treonina (T). Dicha secuencia se asocia con proteínas que tienen una vida media celular corta; de ahí que se hipotetice que la secuencia PEST actúa como péptido señal para degradación proteolítica.
Dicha degradación puede estar mediada, posiblemente, por el proteasoma o por calpaína.